# L'immensità (Johnny Dorelli)
L'Immensità è un album (33 giri - 30 cm) del cantante Italiano Johnny Dorelli pubblicato nel 1967.

## Tracce

### Lato A
A1. L'immensità
A2. Al Buio Sto Sognando
A3. Solo Più Che Mai
A4. Soltanto Il Sottoscritto
A5. Che Uomo Inutile
A6. L'Orgoglioso

### Lato B
B1. A Foggy Day
B2. Strangers in the Night
B3. Games That Lovers Play
B4. I Left My Heart In San Francisco
B5. Somewhere In Your Heart
B6. I'll Stay By You